# Bodenkartierung
Die Bodenkartierung ist eine systematische, flächendeckende  Inventur der Bodenverhältnisse.
Das Ziel ist es, die räumliche Verbreitung der Böden, differenziert nach ihrem Aufbau und Eigenschaften zu erfassen. Sie hat die wichtige Funktion, mit einheitlichen Methoden und Vorgehensweisen Bodeninformationen zu erfassen und für die Auswertung zum vorbeugenden und nachhaltigen Schutz der Bodenressourcen zur Verfügung zu stellen.
Die Grundlage der Bodenkartierung in Deutschland ist die Bodenkundliche Kartieranleitung.
Die Kartierung im Gelände umfasst die Erfassung und Beschreibung der Böden mit Hilfe von Schürfgruben und Bohrungen. Im Allgemeinen wird der Bodenaufbau 2–5 m bis unter die Gründungssohle untersucht. Dabei werden die bodensystematische Kennzeichnung (Bodentyp), die vertikale Abfolge der Substratgenese und -zusammensetzung (Bodenhorizonte, Bodenart), Ausgangsmaterial der Bodenbildung sowie eine Vielzahl von physikalischen und chemischen Eigenschaften (Substratmerkmale) beschrieben.
Diese Punktinformationen der so gekennzeichneten Böden werden in Form von Bodeneinheiten mit vergleichbaren oder – je nach Maßstab – zumindest ähnlichen Inhalten zusammengefasst, in ihrer räumlichen Verteilung auf der topographischen Karte abgegrenzt und dargestellt. Maßstab und Inhalt der Bodenkarten – und damit die Intensität der Bodenkartierung – richten sich nach den jeweils vorgegebenen Zielen und Fragestellungen.
In den Maßstäben 1:100.000 und kleiner werden Bodenübersichtskarten dargestellt, die neben einer Übersichtskartierung in besonderem Maße auf den Auswertungen geowissenschaftlicher und anderer Unterlagen beruhen.
Intensive Geländearbeiten bilden dagegen die Voraussetzung für die bodenkundliche Landesaufnahme in den mittleren Maßstäben 1 : 25.000 und 1 : 50.000. In diesen Maßstäben werden größere Bodenareale relativ genau erfasst und dargestellt.
Bei besonderen Untersuchungen, z. B. landwirtschaftliche oder forstliche Standortaufnahme, Stadtbodenkartierung, Weinbergkartierung oder Projektkartierung für die Landesplanung und den Bodenschutz, werden auch Karten in größeren Maßstäben z. B. 1 : 5.000 und 1 : 10.000 erstellt.